# Monticola sharpei bensoni
El roquero de Benson (Monticola sharpei bensoni) es una subespecie del ave Monticola sharpei endémica del suroeste de Madagascar. Brevemente fue clasificada como una especie separada, pero los análisis genéticos indicaron que debía volverse a considerar una subespecie.

## Descripción
El macho tiene las partes superiores de color azul en contraste con las inferiores que son de color anaranjado. La hembra tiene las partes superiores de color pardo grisáceo y las inferiores blanquecinas con un denso veteado castaño. En ambos sexos la base de las plumas exteriores de la cola es anaranjada. Los machos a menudo pueden detectarse por su canto (de tipo "toii toii toii") emitido desde la parte inferior de las copas de los árboles.

## Distribución y hábitat
El roquero de Benson es endémico de Madagascar y se encuentra en sus bosques tropicales. En el norte de la isla generalmente se encuentra en los niveles medios y altos de los bosques húmedos, en los bordes de los bosques y en las zonas arbustibas adyacenes. En el sur habita en los bosques secos y las zonas rocosas semiáridas. Al parecer es capaz de recolonizar las zonas quemadas una vez que la flora rebrota.

## Taxonomía
Anteriormente se consideraba una subespecie del roquero de Sharpe (M. sharpei) pero en la actualidad se consideran especies separadas. También en algunas clasificaciones se incluyó en el género Pseudocossyphus, pero en las últimas clasificaciones se incluye en Monticola, dentro de la familia Muscicapidae, aunque en el pasado se clasificara en la familia
Turdidae.

## Conservación
La Lista Roja de la UICN lo clasifica como "especie bajo preocupación menor". Puede que la población esté en ligero declive pero sigue siendo bastante común. Las principales amenazas que sufre son la degradación de su hábitat debido a las talas y aclarados del bosque para la expansión de la agricultura, la venta de madera, y la minería de los zafiros, además de los frecuentes incendios.